# Omloop Houtse Linies
L'Omloop Houtse Linies est une course cycliste néerlandaise disputée chaque année au mois de mai à Den Hout, dans la province du Brabant-Septentrional. Créée en 1987, elle est organisée par le club amateur WV de Jonge Renner.

## Histoire
La première édition est remportée par le coureur néerlandais Arthur van Dongen, fils du fondateur de la course Wim van Dongen. Il inscrit également son nom au palmarès à deux autres reprises (1988 et 1991), ce qui en fait le recordman de l'épreuve avec trois victoires.
Les éditions 2020 et 2021 sont annulées en raison de la pandémie de Covid-19.

## Palmarès
| Année     | Vainqueur                 | Deuxième                  | Troisième             |
| --------- | ------------------------- | ------------------------- | --------------------- |
| 1987      | Arthur van Dongen         | Tonnie Akkermans          | Stephan Räkers        |
| 1988      | Arthur van Dongen         | Pierre Duin               | Maarten den Bakker    |
| 1989      | Jans Koerts               | Johan Melsen              | Anthony Theus         |
| 1990      | Frank van Veenendaal (nl) | Wim van de Meulenhof (nl) | Raymond Thebes        |
| 1991      | Arthur van Dongen         | Bart Voskamp              | Martin van Steen      |
| 1992      | Patrick Rasch (nl)        | Raymond Thebes            | Steven de Jongh       |
| 1993      | Paul Konings              | Remko Noordermeer         | Servais Knaven        |
| 1994      | Raymond Thebes            | Wiljan van Riel           | Dennis Heij           |
| 1995      | Allard Engels             | Niels van der Steen (en)  | Arthur Farenhout      |
| 1996      | Davy Dubbeldam (nl)       | Pelle Kil (en)            | Patrick van Passel    |
| 1997      | Wally Buurstede           | Martin van Steen          | Theo Akkermans (nl)   |
| 1998      | Godert de Leeuw (nl)      | John Talen                | Edward Farenhout      |
| 1999      | Daniel van Elven          | John van den Akker        | Joost Legtenberg (nl) |
| 2000      | Daniel van Elven          | Wilfried Bastiaanse       | Peep Mikli            |
| 2001      | Wilfried Bastiaanse       | Edward Farenhout          | Marco Engels (nl)     |
| 2002      | Louis de Koning           | John Talen                | Thijs Zonneveld (nl)  |
| 2003      | Marcel Luppes (nl)        | Alain van Katwijk (en)    | Thijs Zonneveld (nl)  |
| 2004      | Arno Wallaard             | Kenny van Hummel          | Maarten Lenferink     |
| 2005      | Rik Kavsek                | Kenny van Hummel          | Aloys van Duuren      |
| 2006      | Marvin van der Pluijm     | Roy Curvers               | Fulco van Gulik (nl)  |
| 2007      | Bram Schmitz              | Roy Curvers               | Marvin van der Pluijm |
| 2008      | Bram Schmitz              | Lieuwe Westra             | Rudy Vriend           |
| 2009      | Niels Scheuneman          | Niek Basten               | Bram Schmitz          |
| 2010      | pas de course             | pas de course             | pas de course         |
| 2011      | Dion Beukeboom            | Ritchie Motké             | Rune van der Meijden  |
| 2012      | Rens te Stroet            | Robin Chaigneau           | Brian van Goethem     |
| 2013      | Bart van Haaren           | Robbert de Greef          | Peter Merx            |
| 2014      | Roy Eefting               | Berden de Vries           | Johim Ariesen         |
| 2015      | Twan Brusselman           | Elmar Reinders            | Steven Lammertink     |
| 2016      | Jan-Willem van Schip      | Twan Brusselman           | Elmar Reinders        |
| 2017      | Twan Brusselman           | Dion Beukeboom            | Tim Kerkhof           |
| 2018      | Peter Schulting           | Abe Celi                  | Timo de Jong          |
| 2019      | David Dekker              | Björn Bakker              | Nils Wolffenbuttel    |
| 2020-2021 | annulé                    | annulé                    | annulé                |
| 2022      | Daan van Sintmaartensdijk | Timo de Jong              | Jos Koop              |
| 2023      | Rick Ottema               | Lars Oreel                | Coen Vermeltfoort     |
| 2024      | Guillaume Visser          | Peter Schulting           | Tim den Braber        |
| 2025      | Coen Vermeltfoort         | Roan Konings              | Joost Nat             |